# Pristimantis aquilonaris
Pristimantis aquilonaris är en groddjursart som beskrevs av Lehr, Aguilar, Siu-Ting och Juan Carlos Jordán 2007. Pristimantis aquilonaris ingår i släktet Pristimantis och familjen Strabomantidae. IUCN kategoriserar arten globalt som livskraftig. Inga underarter finns listade i Catalogue of Life.